# Fussballclub Red Bull Salzburg 2013-2014
Questa voce raccoglie le informazioni riguardanti il Fussballclub Red Bull Salzburg nelle competizioni ufficiali della stagione 2013-2014.

## Maglie e sponsor
Lo sponsor tecnico per la stagione 2013-2014 fu Adidas, mentre lo sponsor ufficiale fu Red Bull. La divisa casalinga era composta da una maglietta bianca con rifiniture rosse, pantaloncini rossi e calzettoni bianchi. Quella da trasferta era invece composta da una maglietta blu scuro con inserti gialli, pantaloncini gialli e calzettoni blu.
| Casa | Trasferta |

## Rosa
| N. |                       | Ruolo | Calciatore          |
| -- | --------------------- | ----- | ------------------- |
| 1  | Svezia (bandiera)     | P     | Eddie Gustafsson    |
| 5  | Brasile (bandiera)    | C     | André Ramalho       |
| 6  | Svizzera (bandiera)   | D     | Christian Schwegler |
| 7  | Austria (bandiera)    | A     | Jakob Jantscher     |
| 8  | Austria (bandiera)    | D     | Florian Klein       |
| 10 | Senegal (bandiera)    | A     | Sadio Mané          |
| 11 | Austria (bandiera)    | A     | Marco Meilinger     |
| 13 | Austria (bandiera)    | C     | Stefan Ilsanker     |
| 14 | Norvegia (bandiera)   | C     | Valon Berisha       |
| 15 | Austria (bandiera)    | D     | Franz Schiemer      |
| 16 | Norvegia (bandiera)   | A     | Håvard Nielsen      |
| 17 | Austria (bandiera)    | D     | Andreas Ulmer       |
| 18 | Slovacchia (bandiera) | D     | Dušan Švento        |
| 19 | Perù (bandiera)       | A     | Yordy Reyna         |
| 20 | Germania (bandiera)   | P     | Thomas Dähne        |
| 21 | Grecia (bandiera)     | A     | Taxiarchīs Fountas  |

| N. |                     | Ruolo | Calciatore         |
| -- | ------------------- | ----- | ------------------ |
| 22 | Austria (bandiera)  | C     | Stefan Hierländer  |
| 23 | Austria (bandiera)  | C     | Robert Žulj        |
| 24 | Austria (bandiera)  | C     | Christoph Leitgeb  |
| 25 | Ghana (bandiera)    | D     | Isaac Vorsah       |
| 26 | Spagna (bandiera)   | A     | Jonathan Soriano   |
| 27 | Brasile (bandiera)  | A     | Alan               |
| 29 | Brasile (bandiera)  | D     | Rodnei             |
| 31 | Ungheria (bandiera) | P     | Péter Gulácsi      |
| 33 | Germania (bandiera) | P     | Alexander Walke    |
| 36 | Austria (bandiera)  | D     | Martin Hinteregger |
| 37 | Austria (bandiera)  | C     | Valentino Lazaro   |
| 39 | Austria (bandiera)  | C     | Georg Teigl        |
| 44 | Slovenia (bandiera) | C     | Kevin Kampl        |
| –– | Benin (bandiera)    | C     | Jodel Dossou       |

## Calciomercato

### Sessione estiva(dal 01/07 al 31/08)
| Arrivi           | Arrivi             | Arrivi           | Arrivi        |
| R.               | Nome               | da               | Modalità      |
| ---------------- | ------------------ | ---------------- | ------------- |
| P                | Péter Gulácsi      |                  | svincolato    |
| C                | André Ramalho      | Liefering        | fine prestito |
| A                | Taxiarchīs Fountas |                  | svincolato    |
| A                | Jakob Jantscher    | Dinamo Mosca     | fine prestito |
| A                | Marco Meilinger    | Ried             | fine prestito |
| A                | Yordy Reyna        | Alianza Lima     | definitivo    |
| Altre operazioni |                    |                  |               |
| R.               | Nome               | da               | Modalità      |
| C                | Daniel Offenbacher | Wiener Neustadt  | fine prestito |
| C                | Ante Roguljić      | Adriatic Spalato | definitivo    |
| A                | Joaquín Boghossian | Cercle Bruges    | fine prestito |
| A                | Stefan Savic       | Liefering        | fine prestito |

| Partenze | Partenze           | Partenze     | Partenze   |
| R.       | Nome               | a            | Modalità   |
| -------- | ------------------ | ------------ | ---------- |
| D        | Christopher Dibon  | Rapid Vienna | prestito   |
| D        | Ibrahim Sekagya    |              | svincolato |
| C        | Daniel Offenbacher | Sturm Graz   | definitivo |
| C        | Ante Roguljić      | Liefering    | prestito   |
| A        | Alexander Aschauer |              | svincolato |
| A        | Joaquín Boghossian |              | svincolato |
| A        | Jakob Jantscher    | N.E.C.       | definitivo |
| A        | Stefan Savic       |              | svincolato |

### Sessione invernale(dal 01/01 al 31/01)
| Arrivi | Arrivi       | Arrivi        | Arrivi     |
| R.     | Nome         | da            | Modalità   |
| ------ | ------------ | ------------- | ---------- |
| C      | Jodel Dossou | Club Africain | definitivo |
| C      | Robert Žulj  | Ried          | definitivo |

| Partenze | Partenze       | Partenze               | Partenze   |
| R.       | Nome           | a                      | Modalità   |
| -------- | -------------- | ---------------------- | ---------- |
| C        | Cristiano      | Ventforet Kofu         | definitivo |
| A        | Håvard Nielsen | Eintracht Braunschweig | prestito   |
| A        | Georg Teigl    | RB Lipsia              | definitivo |

## Risultati

### Bundesliga
| Arbitro: | Grobelnik (Vienna) |

|                |           |                                      |
| Pollhammer 31’ | Marcatori | 22’, 33’, 56’ Soriano 60’, 85’ Kampl |

| Arbitro: | Schüttengruber (Alta Austria) |

|                                                      |           |              |
| Soriano 9’ Alan 28’ Kampl 46’, 73’ André Ramalho 64’ | Marcatori | 40’ Grünwald |

| Arbitro: | Grobelnik (Vienna) |

|                |           |             |
| Hinterseer 45’ | Marcatori | 15’ Soriano |

| Arbitro: | Ouschan (Vorarlberg) |

|                                                           |           |            |
| Hinteregger 52’ André Ramalho 67’ Berisha 84’ Soriano 90’ | Marcatori | 38’ Elsneg |

| Arbitro: | Drachta (Alta Austria) |

|           |           |             |
| Berič 58’ | Marcatori | 23’ Soriano |

| Arbitro: | Kollegger (Stiria) |

|                    |           |  |
| Soriano 59’ (rig.) | Marcatori |  |

| Arbitro: | Ouschan (Vorarlberg) |

|                |           |          |
| Hierländer 43’ | Marcatori | 65’ Boyd |

| Arbitro: | Lechner (Vienna) |

|  |           |                                                             |
|  | Marcatori | 9’ André Ramalho 16’, 31’ Alan 65’ Kampl 74’ (aut.) Riegler |

| Arbitro: | Grobelnik (Vienna) |

|                      |           |                      |
| Mané 23’ Soriano 55’ | Marcatori | 63’ Liendl 87’ Gotal |

| Arbitro: | Schüttengruber (Alta Austria) |

|                                                                     |           |               |
| Alan 2’, 40’, 65’, 67’ Soriano 42’, 69’ (rig.) Berisha 55’ Mané 84’ | Marcatori | 47’ Pichlmann |

| Arbitro: | Schörgenhofer (Dornbirn) |

|           |           |                  |
| Royer 24’ | Marcatori | 8’ Mané 48’ Alan |

| Arbitro: | Eisner (Stiria) |

|                                                           |           |  |
| Alan 8’, 23’ Ilsanker 26’ Mané 44’ Švento 58’ Soriano 81’ | Marcatori |  |

| Arbitro: | Harkam (Stiria) |

|  |           |                    |
|  | Marcatori | 40’, 55’, 90’ Mané |

| Arbitro: | Ouschan (Vorarlberg) |

|              |           |  |
| Ilsanker 68’ | Marcatori |  |

| Arbitro: | Harkam (Stiria) |

|                                              |           |          |
| Schicker 24’ Schösswendter 61’ Ouédraogo 82’ | Marcatori | 68’ Mané |

| Arbitro: | Hameter (Bassa Austria) |

|                          |           |          |
| Trimmel 30’ Sabitzer 75’ | Marcatori | 18’ Alan |

| Arbitro: | Schörgenhofer (Dornbirn) |

|                                         |           |  |
| Kampl 31’, 72’ Schiemer 66’ Leitgeb 74’ | Marcatori |  |

| Arbitro: | Schüttengruber (Alta Austria) |

|            |           |                     |
| Liendl 58’ | Marcatori | 52’ Alan 87’ Švento |

| Arbitro: | Harkam (Stiria) |

|                                                 |           |  |
| André Ramalho 23’ Berisha 38’ Alan 38’ Mané 87’ | Marcatori |  |

| Arbitro: | Lechner (Vienna) |

|  |           |           |
|  | Marcatori | 67’ Ulmer |

| Arbitro: | Schörgenhofer (Dornbirn) |

|                                          |           |  |
| Alan 17’, 66’, 87’ Soriano 20’, 57’, 59’ | Marcatori |  |

| Arbitro: | Schüttengruber (Alta Austria) |

|           |           |                                                       |
| Kainz 87’ | Marcatori | 8’ André Ramalho 14’ Mané 32’ Kampl 58’ (aut.) Hütter |

| Arbitro: | Dintar (Burgenland) |

|                                                    |           |             |
| Lazaro 30’ Soriano 45’ Alan 48’, 61’, 90’ Zulj 59’ | Marcatori | 2’ Sulimani |

### ÖFB-Cup
| Arbitro: | Lechner (Vienna) |

|  |           |                                                                                                |
|  | Marcatori | 10’ Hinteregger 14’ Meilinger 18’ Alan 36’ Ilsanker 54’, 58’, 67’ Soriano 73’ Mané 85’ Nielsen |

| Arbitro: | Trattnig |

|                                                         |                      |                                                     |
| Fuchshofer 72’                                          | Marcatori            | 39’ Berisha                                         |
| Puntigam Dinaj Rottensteiner Maritschnegg Schöpf Grassl | Tiri di rigore 5 – 6 | Klein Nielsen Berisha André Ramalho Ilsanker Lazaro |

| Arbitro: | Hameter (Bassa Austria) |

|            |           |                                                                                 |
| Bingöl 11’ | Marcatori | 22’ André Ramalho 25’, 49’ Berisha 58’ Alan 62’ Schiemer 81’ Schwegler 85’ Mané |

### Champions League
| Arbitro: | Gomes |

|          |           |                     |
| Alan 68’ | Marcatori | 90’ (rig.) Cristian |

| Arbitro: | Gil |

|                              |           |            |
| Meireles 8’ Sow 17’ Webó 34’ | Marcatori | 4’ Soriano |

### Europa League

#### Turni preliminari
| Arbitro: | Stavrev |

|                                                |           |  |
| Soriano 29’, 37’, 63’ Mané 40’ Hinteregger 68’ | Marcatori |  |

| Arbitro: | Fautrel |

|  |           |                         |
|  | Marcatori | 60’ Kampl 74’ Meilinger |

#### Fase a gironi
| Arbitro: | Trattou |

|                                       |           |  |
| Alan 36’ Soriano 44’ (rig.), 69’, 79’ | Marcatori |  |

| Arbitro: | De Sousa |

|           |           |              |
| Diouf 89’ | Marcatori | 6’, 38’ Alan |

| Arbitro: | Kružliak |

|                               |           |                        |
| Soriano 53’ André Ramalho 85’ | Marcatori | 88’ (rig.) Mujangi Bia |

| Arbitro: | Nikolaev |

|            |           |                               |
| M'Poku 55’ | Marcatori | 42’ Švento 45’ Kampl 59’ Alan |

| Arbitro: | Tohver |

|  |           |               |
|  | Marcatori | 39’ Meilinger |

| Arbitro: | Yıldırım |

|                         |           |  |
| Mané 19’, 63’ Kampl 58’ | Marcatori |  |

#### Fase a eliminazione diretta
| Arbitro: | Turpin |

|  |           |                                  |
|  | Marcatori | 14’ (rig.), 35’ Soriano 21’ Mané |

| Arbitro: | Tagliavento |

|                                               |           |              |
| van der Hoorn 56’ (aut.) Mané 45’ Soriano 77’ | Marcatori | Klaassen 82’ |